# هجرس لهوستي
الهجرس اللهوستي (الاسم العلمي:Cercopithecus lhoesti) (بالإنجليزية: L'Hoest's Monkey)‏ هو نوع من الحيوانات يتبع جنس الهجرس من فصيلة سعادين العالم القديم.